# Dobrovita
Dobrovita (znanstveno ime Viburnum lantana) je rastlina (grm), ki je samonikel v osrednji, južni in zahodni Evropi, severozahodni Afriki in jugozahodni Aziji.

## Opis
Dobrovita doseže v višino med 4 in 5 metrov in ima veje poraščene z gostimi kratkimi dlačicami. Enostavni ovalni ali suličastni listi so poraščeni s puhastimi dlačicami, na veje pa so nameščeni nasprotno. V dolžino merijo med 6 in 13 cm, v širino pa med 4 in 9 cm. Njihov rob je nazobčan. Cvetovi so beli in imajo pet venčnih listov. V premeru merijo okoli 5 mm, zbrani pa so v polobla socvetja, ki poženejo spomladi na vrhu poganjkov. Plodovi so jagode, v katerih je po eno seme. Sprva so bleščeče rdeči, kasneje pa počrnijo in so strupeni. Z njimi se prehranjujejo ptiči, ki na ta način razširjajo semena.
Dobrovita raste na zmerno toplih legah in zmerno bogatih tleh, najraje na apnenčasti podlagi. Razširjena je po vsej Sloveniji.